# Telepathy (Davey Ray Moor)
Telepathy è il primo album solista di Davey Ray Moor, pubblicato all'inizio del 2004 in Italia dalla casa discografica italiana Nun Entertainment. L'album è uscito nel gennaio del 2005 negli Stati Uniti per la Lakeshore Entertainment.

## Il disco
Telepathy è l'album pubblicato in Italia da Davey Ray Moor dopo la sua uscita dai Cousteau. Si tratta di un progetto nato dalla collaborazione tra artisti diversi tra loro, che Moor ha voluto suggellare sotto lo pseudonimo "Stellar Ray", a nome del quale è uscito il disco. Tra i musicisti che hanno preso parte al progetto ci sono la cantautrice italiana Cristina Donà e la sua band (Cristian Calcagnile, Lorenzo Corti, Marco Ferrara) e il cantante italiano Sergio Cocchi. La musica e i testi dei brani sono di Davey Ray Moor che, oltre a suonare nel disco e a cantare un brano (A Little Won't Do No Harm), è anche il produttore. Wherever Finds You (versione inglese del brano Dove sei tu) è il brano scritto da Davey Ray Moor con Cristina Donà per l'album in inglese Cristina Donà; How Deep Is Your Love è la cover del famoso brano dei Bee Gees, anche questa presente nell'album Cristina Donà. 

Telepathy ha ricevuto numerosi apprezzamenti dalla critica ed è stato indicato tra i cento migliori album del 2004 dalla rivista Musica! del quotidiano La Repubblica. 

Nel 2005, Telepathy è stato pubblicato negli Stati Uniti dalla casa discografica Lakeshore Entertainment (divisione musicale della famosa casa di produzione cinematografica indipendente Lakeshore). Anche negli USA l'album ha ricevuto gli elogi della critica. Nella versione americana di Telepathy l'ordine delle prime due tracce è invertito e la canzone In Too Deep è stata remixata.

## Tracce
- Tra parentesi è indicata la voce principale

1. Sally Say You Will - 5:06 (Darion Marshall)
2. In Too Deep (Bedroom Rockers Remix) - 3:56 (Darion Marshall)
3. This Thing Won't Fly - 4:04 (Sergio Cocchi)
4. Wherever Finds You - 5:32 (Cristina Donà)
5. Love Let Me Go - 4:07 (Sergio Cocchi)
6. A Little Won't Do No Harm - 2:27 (Davey Ray Moor)
7. Arlo's Theme - 2:39 (brano strumentale)
8. Slow Daze - 3:55 (Debbie Sanders)
9. Lovers In A Loveless Place - 5:10 (Sergio Cocchi)
10. Eve Of War - 5:10 (Darion Marshall)
11. A Sigh On The Breeze - 4:57 (Darion Marshall)
12. How Deep Is Your Love - 4:18 (Cristina Donà)
13. In Too Deep - 3:50 (Darion Marshall)

## Musicisti

### Artista
- Davey Ray Moor

### Altri musicisti
- Zennor Alexander
- Nicoletta Bassetti
- Michele Benvenuti
- Cristian Calcagnile
- Sergio Cocchi - voce
- Lorenzo Corti
- Cristina Donà - voce
- Marco Ferrara
- Tatiana Haigh
- Will Le Strange
- Darion Marshall - voce
- Debbie Sanders - voce